# Мерания

Герб средневековой Мерании

Герцог Меранский или герцог Мерании — существовавший в Священной Римской империи с 1153 по 1248 годы титул, который восходит к немецкому слову Meer (с нем. — «море») и относится к приморским областям Риеки и Истрии, которые составляли ядро владений этих герцогов.

Герцогство Мерания в 1200 г.

## Предыстория
Конрад III (1137—1152), в 1139 году победив Генриха Гордого, отнял у него Баварию и Саксонию. После смерти Конрада III его племянник Фридрих Барбаросса, избранный в 1152 году королём, помирился с Вельфами. Он вернул им часть прежних владений, в том числе Баварию, но из баварской Восточной марки создал герцогство Австрию.
Тироль также в качестве имперского графства был выведен из под власти герцога Баварии. Им первоначально управляли епископы Фрейзингена.

## Дахау-Меран
Во время разделения Баварии было создано герцогство Мерания. Фридрих Барбаросса даровал его представителю боковой линии Виттельсбахов — Конраду II Шейерну, графу Дахау.
Конрад II (ум. 1159) именовался герцогом Далмации и Хорватии. Он благодаря владениям между Лехом и Изаром стал крупным землевладельцем. Его роль усиливал также тот факт, что пфальцграфом Баварии был его двоюродный брат Отто фон Шейерн. Таким образом позиции дома Виттельсбах не уступали власти герцога Баварии.
После смерти в 1159 году первого герцога Мерана, правил его сын Конрад III. Он именовался лишь как герцог Меранский, а Хорватия и Далмация в титулатуре не употреблялись. В 1182 году не оставив мужского потомства он умер, его владения перешли к родственнику Отто Виттельсбаху, ставшему в 1180 году герцогом Баварии.

## Истрия и Меран
Сестра Отто Виттельсбаха Хедвига вышла замуж за представителя другой ветви Виттельсбахов — за Бертольда V(II) Андексского, бывшего с 1173 года графом Истрии. Их сын Бертольд IV (III) стал в 1188 году графом Андекса, маркграфом Истрии и герцогом Меранским.
В его правление династия достигла расцвета: династия владела владениями в Бургундии, Верхней Франконии, Нижней Баварии, Истрии и Словении, а также графством Андекс.
В 1205 году герцогом Меранским стал Оттон I. Он и его брат Генрих, маркграф Истрии, подозревались в покушении на Филиппа Швабского. Из-за подозрений у них была отобрана Истрия. Но Оттону I удалось в 1211 году стать пфальцграфом Бургундии.
В 1248 году умер Оттон II, последний герцог Меранский. Его владения были разделены между родственниками. Герцогство Мерания прекратило своё существование.

## Герцоги Меран
- 1153—1159 Конрад II Дахау-Меран
- 1159—1182 Конрад III Дахау-Меран
- 1188—1204 Бертольд IV Андекс
- 1204—1234 Оттон I Андекс
- 1234—1248 Оттон II Андекс